# Bradley M. Kuhn
Pour les articles homonymes, voir Kuhn.
Bradley M. Kuhn est un militant du logiciel libre né en 1973 à Baltimore dans l'État du Maryland aux États-Unis.
Kuhn est le directeur de l'organisation Software Freedom Conservancy (en) depuis octobre 2010. Il a auparavant travaillé au sein de la SFLC jusqu'en 2010
,,
et comme directeur de la Free Software Foundation de 2001 à 2005
. 
Il est connu comme l'auteur de la licence publique générale Affero
,. 
Il a par ailleurs été élu au Conseil d'administration de la FSF en mars 2010. Il a été un des bénéficiaires en 2012 du  O'Reilly Open Source Award.